# 石渠阁会议
石渠阁会议是公元前51年，汉宣帝在皇家图书馆石渠阁召开的重要学术会议，但并不是一次单纯的学术会议。萧望之等五经诸儒二十三人参加了会议。

## 背景
自汉武帝以来，儒家成为汉朝官方的统治指导思想。但儒家内部学派林立，各执己见。

## 历史
汉甘露三年（前53年），汉宣帝在大殿中召五经名儒太子太傅萧望之主持会议，详论毂梁、公羊学的相同或不同之处。命令双方本着各自的经义进行辩论。参加讨论的两派，每派五人。萧望之等多数人认为，应该遵从毂梁学。由此，毂梁春秋学大为盛行。这次会议是石渠阁会议的前奏。会议结果，增设博士至十四人，比汉武帝置五经博士更进一步。
公元前51年，汉宣帝在石渠阁召开学术会议，萧望之等五经诸儒二十三人参加。石渠阁会议与汉代经学学术思想有着密切的关系，它是汉代学术史上的重要的枢纽，是汉代学术许多重大问题的关键点。
会议奏疏辑为《石渠议奏》，又称《石渠论》，内容已散佚，仅唐代杜佑《通典》保存若干片段。
汉章帝建初四年（79年）曾仿照召开了白虎观会议。

## 參加人員
据《漢書·卷八十八·儒林傳第五十八》，可考的與會者除漢宣帝外，共二十三人。玆列于下。附註引文如無説明，皆出《儒林傳》。

## 评论
- 刘德州： “对于西汉时的石渠阁会议与东汉时的白虎观会议，学界大多认为是宣、章二帝为了统一经义、统一经学而召开的。然而经过考证可以发现，宣、章二帝并没有统一经义的意愿，两次会议也绝非是为统一经义而召开，它们只是大规模的学术讨论会而已。在会议上，学者各持己见，互相辩难，即使不敌，其学说也并不会被罢黜，被取缔。”[2]